# Шподаренко, Пётр Иванович
Пётр Иванович Шподаренко — советский хозяйственный, государственный и политический деятель, Герой Социалистического Труда.

## Биография
Родился в 1921 году в посёлке Заречье. Член КПСС.
С 1939 года — на хозяйственной, общественной и политической работе. В 1939—1983 гг. — кассир в столовой, учётчик на ВДНХ, участник Великой Отечественной войны, председатель Почепской районной потребительской артели, председатель Почепского горисполкома, председатель колхоза «Красная звезда» села Житня, директор совхоза «Первомайский» Почепского района Брянской области
Указом Президиума Верховного Совета СССР от 23 декабря 1976 года присвоено звание Героя Социалистического Труда с вручением ордена Ленина и золотой медали «Серп и Молот».
Умер в Почепе в 1994 году.